# Mladá Bosna

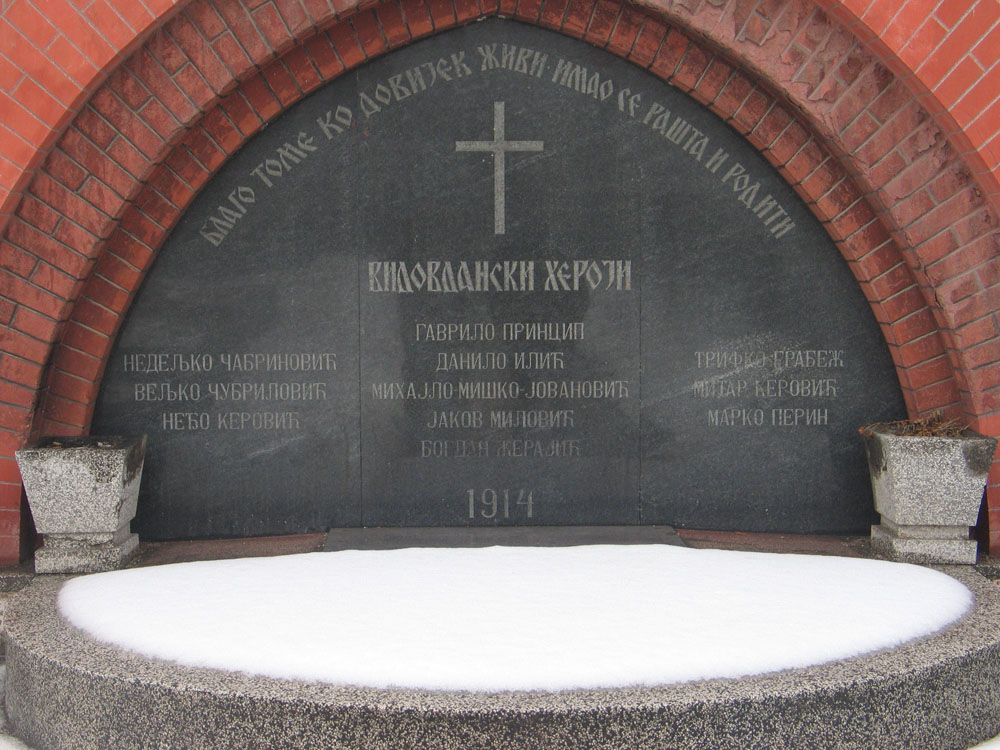
Pomník „Vidovdanským hrdinům“, účastníkům atentátu v Sarajevu

Mladá Bosna (srbsky Млада Босна, Mlada Bosna) byla radikální revoluční organizace jihoslovanské mládeže z Bosny a Hercegoviny před první světovou válkou.

## Činnost
Název skupiny byl odvozen od díla italského filozofa Giuseppe Mazziniho, který založil vizionářské hnutí Mladá Evropa, jehož mottem bylo: „Každému národu jeho stát.“ Z tohoto politického proudu mj. částečně vycházeli také členové české Národní strany svobodomyslné, tzv. „mladočeši“.
Cílem skupiny bylo odtržení od Rakouska-Uherska či jeho rozpad. Člen Mladé Bosny Gavrilo Princip spáchal 28. června 1914 (v den významného pravoslavného svátku Vidovdan) atentát na následníka trůnu Františka Ferdinanda d'Este a jeho manželku Žofii Chotkovou. Tato událost prakticky znamenala záminku k rozpoutání první světové války.
Organizace spolupracovala s tajnou organizací Černá ruka, napojenou na vojenskou rozvědku Srbského království, nebo také s jinými omladinskými organizacemi v rámci Rakouska-Uherska, v českých zemích tzv. Českoslovanská omladina.